# Nya Guineas förhistoria
Det har funnits människor på Nya Guinea sedan forntiden och man har hittat fynd från människor som har uppskattats vara 60 000 år gamla. Dessa människor tros ha kommit från Sydostasien. För cirka 10 000 år sedan började öns befolkning att domesticera höglandet och en primitiv jordbrukskultur växte fram.

## Domesticeringen av Nya Guinea
Det finns några kända tidiga domesticeringslokaler. Alla är belägna i höglandet på Nya Guinea. Den äldsta bosättningen som daterats ligger i Kosipe och är från omkring 23 000 f. Kr. Från runt år 10 000 f. Kr. har man i dalgångarna på höglandet, bland annat i Kafiavana röjt upp vegetationen med speciellt tillverkade verktyg, så kallade tväryxor. Miljön har varit gynnsam, idag finns cirka 200 plantor i höglandet som kan utnyttjas till föda. Den internationellt mest kända boplatsen med en säker domesticering av gröda är Kuks träskområden (kallas ofta enbart för Kuk).
- 7000 f. Kr. började dåvarande befolkningen i Kuks träskområden att domesticera bananer och inhemsk gröda.
- 4000 f. Kr. infördes jams och taro. Även sockerrör och skruvpalm började odlas under denna tid.

Tecken på fast bosättning i Kuks träskområden indikeras av två fenomen:
1. Olika lager av dräneringssystem, allt mer sofistikerade ju närmre vi kommer vår egen tid. Den äldsta dateringen av dräneringar är från 7000 f. Kr. Dessa visar att man aktivt har fört någon form av "trädgårdsodling" i flera tusen år. Uppröjning av mark utanför sumpmarkerna sker först 500 f. Kr.
2. Spår av ett 40-tal hus (åldern okänd). Bosättningen ligger på höjden av 1500 m ö.h..

Domesticerade djur uppträder relativt sent, tidigare har man trott att grisen (svinet) - det första husdjuret på ön - kom till Nya Guinea så tidigt som 8 000 f. Kr., men alltmer tyder på att den infördes utifrån (Sydostasien) cirka 1000 till 500 f. Kr.